# بيب ساني
بيب ساني (بالفرنسية: Pape Sané)‏ هو لاعب كرة قدم سنغالي في مركز الهجوم، ولد في 30 ديسمبر 1990 في داكار في السنغال. شارك مع منتخب السنغال لكرة القدم. أما مع النوادي، فقد لعب مع بورغ أون بريس بيروناس وستاد ماليرب كان وكاسا سبورت ونادي دياراف ونادي نيور.

## وصلات خارجية
- بيب ساني على موقع قاعدة بيانات كرة القدم.إي يو (الإنجليزية)
- بيب ساني على موقع ناشيونال فوتبول تيمز (الإنجليزية)
- بيب ساني على موقع Soccerway.com (الإنجليزية)
- بيب ساني على موقع عالم كرة القدم.نت (الإنجليزية)
- بيب ساني على موقع AS.com (الإسبانية)